# Spring Park
Spring Park – miasto w Stanach Zjednoczonych, w stanie Minnesota, w hrabstwie Hennepin.